# Mount Shelby
Mount Shelby är ett berg i Antarktis. Det ligger i Västantarktis. Argentina, Chile och Storbritannien gör anspråk på området. Toppen på Mount Shelby är 1 520 meter över havet.
Terrängen runt Mount Shelby är varierad. Trakten är obefolkad. Det finns inga samhällen i närheten.